# Sebesvár

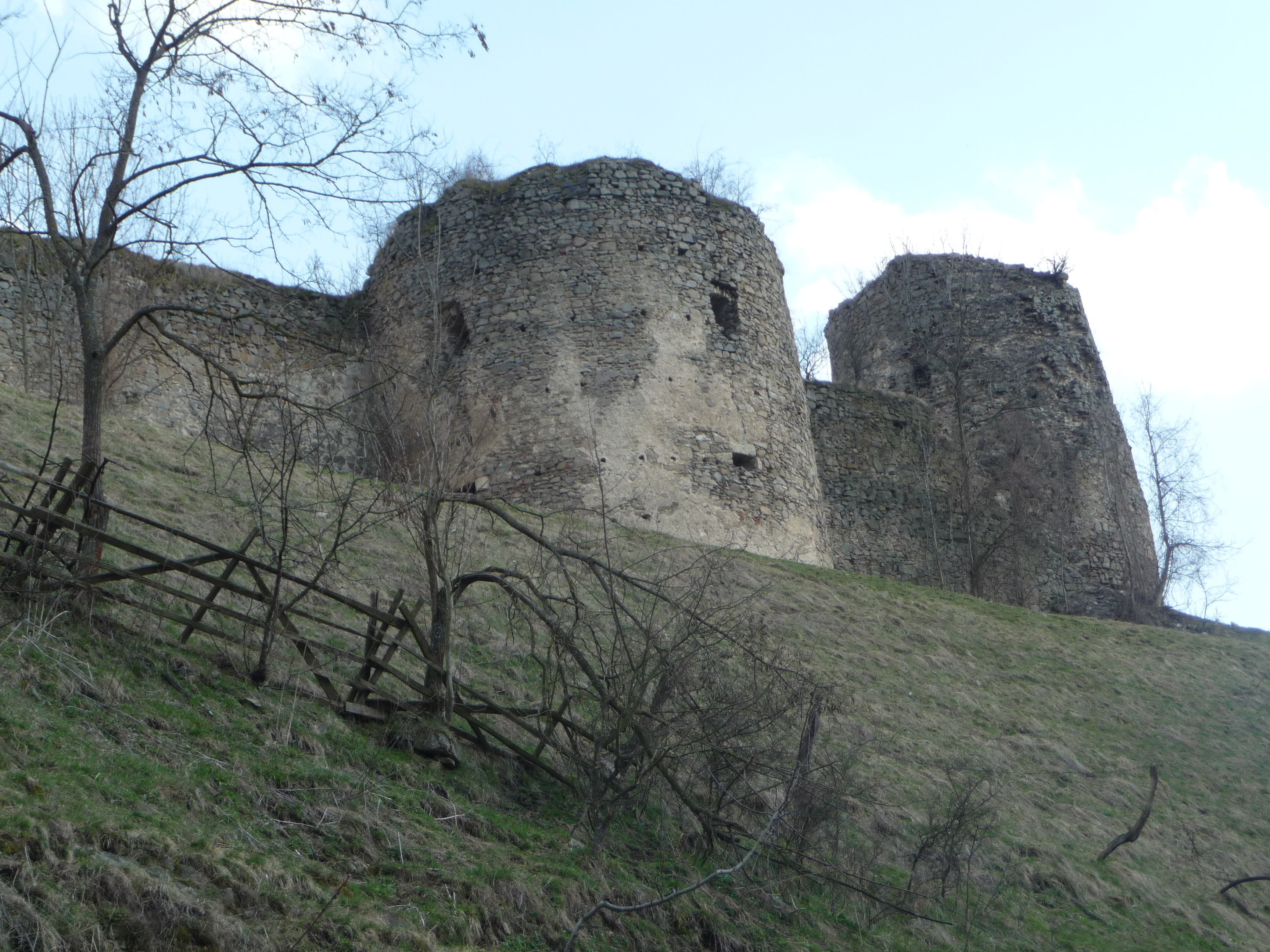
A vár

Sebesvár (más néven Sebesváralja, románul Bologa, latinul Resculum) falu Romániában, Kolozs megyében.

## Fekvése
Bánffyhunyadtól 14 km-re északnyugatra, a Sebes-Körös bal partján fekszik, Kissebeshez tartozik, melytől 3 km-re délkeletre van.

## Története
Egykori földvára római castrum helyén állott, a népvándorlás korában elpusztult. Ennek helyén épült fel kővára a tatárjárás után, amely uradalmának központi helye után a Hunyad nevet is viselte. 1317-ben Elefánti Dezső foglalta el a Borsáktól a király számára. 1399-től Mircea havasalföldi vajdáé, majd 1408-ban újra az erdélyi vajdáké. A 15. században bővítették. 1660. május 22-én ide hozták a fenesi csatában megsebesült II. Rákóczi Györgyöt, majd innen vitték Váradra. 1709-ben az osztrákok lerombolták, de az 1800-as években egy részét újra felépítették.
A falunak 1910-ben 1014, túlnyomórészt román lakosa volt.
A trianoni békeszerződésig Kolozs vármegye Bánffyhunyadi járásához tartozott.

## Látnivalók
- A Sebes patak és a Körös összefolyásánál hegyorom tetején állnak a kalotaszegi várak egyikének, Sebesvár várának jelentős maradványai.
- A várral szemben a patak túloldalán levő hegytetőn római erőd maradványai láthatók.